# John Barleycorn Must Die
John Barleycorn Must Die ist das vierte Studioalbum der britischen Rockband Traffic. Es wurde 1970 in den Island und den Olympic Studios in London aufgenommen und im gleichen Jahr veröffentlicht.
Es erreichte Platz 5 in den Vereinigten Staaten und war damit das erfolgreichste Album der Band. In Großbritannien kam es auf Platz 11.

## Entstehung
Nach dem Weggang des Gitarristen Dave Mason und der Auflösung von Traffic bildete Steve Winwood mit Eric Clapton, Ginger Baker und Ric Grech die Gruppe Blind Faith. Doch nach einem Album und einer anschließenden Tournee löste sich die Band bereits wieder auf. Zusammen mit dem Produzenten Guy Stevens begann Winwood mit der Aufnahme eines Soloalbums, bei dem er auch selbst alle Instrumente spielen wollte. Nach der Aufnahme des Stückes Stranger to Himself kam der frühere Traffic-Schlagzeuger Jim Capaldi dazu, und nach der Aufnahme eines zweiten Stückes, Every Mother’s Son, brachte Chris Blackwell, der Chef von Island Records, auch Chris Wood mit ins Studio. Traffic war als Trio wieder vereint. Bis zum ersten Soloalbum Winwoods sollte es dann noch sieben Jahre dauern.

## Stil
Waren die ersten Alben von Traffic vom Psychedelic Rock geprägt, so sind es auf John Barleycorn Must Die mehr Jazzrock- und Blues-Einflüsse. Dies ist vor allem bei dem von Hammondorgel und Saxophon dominierten Instrumentalstück Glad zu hören. Stilistisch aus diesem Rahmen fällt das dem Album den Titel gebende Folk-Rock-Lied John Barleycorn, eine Bearbeitung eines alten englischen Volksliedes aus dem 15. Jahrhundert.

## Titelliste und Besetzung

### Seite 1
1. Glad (Winwood) 6:32
 Steve Winwood – Hammond-Orgel, Klavier, Percussion; Chris Wood – Saxophon, Flöte, Percussion; Jim Capaldi – Schlagzeug, Percussion
2. Freedom Rider (Winwood/Capaldi) 6:20
 Winwood – Gesang, Hammondorgel, Klavier, Percussion; Wood – Saxophon, Flöte, Percussion; Capaldi – Schlagzeug, Percussion
3. Empty Pages (Winwood/Capaldi) 4:47
 Winwood – Gesang, Hammondorgel, Elektrisches Klavier, Bass; Wood – Hammondorgel; Capaldi – Schlagzeug, Percussion

### Seite 2
1. Stranger To Himself (Winwood/Capaldi) 4:02
 Winwood – Gesang, Klavier, E-Gitarre, Bass, Schlagzeug; Capaldi – Gesang
2. John Barleycorn (Traditional arrangiert von S. Winwood) 6:20
 Winwood – Gesang, Gitarre, Klavier; Wood – Flöte, Percussion; Capaldi – Gesang, Tamburin
3. Every Mother’s Son (Winwood/Capaldi) 7:05
 Winwood – Gesang, Hammondorgel, Klavier, E-Gitarre; Capaldi – Schlagzeug

### Titelliste der CD von 1999
1999 wurde das Album mit zwei zusätzlichen Studioaufnahmen (4 & 8) und drei Liveaufnahmen aus dem Fillmore East wiederveröffentlicht,
1. Glad (Winwood) 6:59
2. Freedom Rider (Capaldi/Winwood) 5:30
3. Empty Pages (Capaldi/Winwood) 4:34
4. I Just Want You to Know (Capaldi/Winwood) 1:30
5. Stranger to Himself (Capaldi/Winwood) 3:57
6. John Barleycorn (Traditional/Winwood) 6:27
7. Every Mother’s Son (Capaldi/Winwood) 7:08
8. Sittin’ Here Thinkin’ of My Love (Capaldi/Winwood) 3:33
9. Backstage and Introduction (live) (Capaldi/Winwood) 1:50
 Ankündigung von Bill Graham
10. Who Knows What Tomorrow May Bring (live) (Capaldi/Winwood/Wood) 6:56
11. Glad (live) (Winwood) 11:29